# Ciprés (pera)
Ciprés es el nombre de una variedad cultivar de pera europea Pyrus communis. Esta pera está cultivada en la colección de la Estación Experimental Aula Dei (Zaragoza). Esta pera también está cultivada en diversos viveros entre ellos algunos dedicados a conservación de árboles frutales en peligro de desaparición. Esta pera variedad muy antigua es originaria de España, en San Bartolomé de la Torre en la provincia de Huelva (comunidad autónoma de Andalucía), y tuvo su mejor época de cultivo comercial antes de la década de 1960, y actualmente en menor medida aún se encuentra.

## Historia
En España 'Ciprés' está considerada incluida en las variedades locales autóctonas muy antiguas, cuyo cultivo se centraba en comarcas muy definidas. Se caracterizaban por su buena adaptación a sus ecosistemas y podrían tener interés genético en virtud de su adaptación. Se encontraban diseminadas por todas las regiones fruteras españolas, aunque eran especialmente frecuentes en la España húmeda. Estas se podían clasificar en dos subgrupos: de mesa y de cocina (aunque algunas tenían aptitud mixta).
'Ciprés' es una variedad clasificada como de mesa, se utiliza también en la cocina, difundido su cultivo en el pasado por los viveros comerciales y cuyo cultivo en la actualidad se ha reducido a huertos familiares y jardines privados.

## Características
El peral de la variedad 'Ciprés' tiene un vigor medio; florece a finales de abril; tubo del cáliz en embudo cónico con conducto corto y estrecho.
La variedad de pera 'Ciprés' tiene un fruto de tamaño pequeño; forma calabaciforme o piriforme alargada, cuello muy marcado, a veces retorcido, generalmente muy asimétrica, contorno irregular; piel lisa, brillante o mate; color de fondo verde amarillento con chapa de extensión variable de color rojo apagado, a veces formando ligero barreado, presenta un punteado muy menudo, verdoso sobre el fondo, amarillento sobre la chapa, a veces ruginoso-"russeting", "russeting" (pardeamiento áspero superficial que presentan algunas variedades) débil; pedúnculo de longitud largo o muy largo, fino o semi-grueso, ensanchado hacia el extremo superior y muy carnoso en la base, generalmente curvo, implantado derecho u oblicuo, como prolongación del fruto, cavidad peduncular nula; cavidad calicina nula o muy superficial, suavemente ondulada; ojo grande, abierto, rara vez semicerrado; sépalos largos, puntiagudos, resecos, extendidos o rizados.
Carne de color blanco crema; textura medio firme, harinosa, áspera; sabor muy dulce pero insulso; corazón pequeño, redondeado o elíptico. Eje abierto o relleno. Celdillas pequeñas alargadas o elíptico redondeadas. Semillas muy pequeñas, puntiagudas, muy oscuras.
La pera 'Ciprés' tiene una maduración durante la segunda quincena de julio (en E. E. Aula Dei de Zaragoza). Aguanta en buenas condiciones un mes de almacenamiento en un ambiente refrigerado. Se usa como pera de mesa fresca, y en cocina.